# Marie-France Alvarez
Marie-France Alvarez est une actrice française née à Paris, d'une mère congolaise et d'un père espagnol. 

## Biographie
Marie-France Alvarez se forme à l'école des Enfants Terribles à Paris avant de partir s'installer à Londres et intégrer l'école London Academy of Music and Dramatic Art. Elle fait sa première apparition à la télévision dans la mini-série britannique Criminal Justice de la BBC réalisée par Yann Demange. En 2017, elle incarne Mademoiselle Dubois dans Paddington 2.   

## Filmographie
- 2009 : Criminal Justice : Carmen (2 épisodes)
- 2011 : Hidden : Nadine (1 épisode)
- 2011 : Albatross :
- 2013 : Les François : Reine
- 2013 : Le Week-end : Victoire La Chapelle
- 2013 : Paddington 2 : Mademoiselle Dubois
- 2015 : Doctors : Therese Cotillard (3 épisodes)
- 2017 : Ransom : Lucie Planchais (épisode: "Celina")
- 2019 : Vernon Subutex : Juliette (2 épisodes)
- 2020 : Baron noir : Malika (7 épisodes)
- 2022 : Louis 28 : La pompa (10 épisodes)
- 2023 : La Roue du temps (The Wheel of Time) : Celestin (saison 2, épisodes 2 et 4)

## Théâtre
- 2009-2010 : Démocracie(s)[4], mise en scène de Florence Bermon au Théâtre de l'Epée de Bois
- 2010 : Liberté, Égalité, Féminité, mise en scène de Florence Bermond
- 2010-2012 : Bérénice, mise en scène de Francisco Leonarte
- 2011 : La Troade mise en scène de Valérie Dreville[5] au Théâtre de l’Aquarium la Cartoucherie
- 2012 : Simone, nous et les autres[6], mise en scène de Florence Bermond
- 2012 : Paradis de Line Mørkeby[7], mise en scène de Andrea Kantor à l'Arcola Theatre
- 2013 : Léviathan James Matthew Barrie (Peter Pan) et Thomas Hobbes (Léviathan), mise en scène de Pierre-Benoist Varoclier, Le studio d'Asnières, Festival Mises en Demeure[8]
- 2017 : Si j'étais mandarin du Collectif Jeune Texte en Liberté, mise en voix par Eva Doumbia, Mains d'œuvres
- 2018 : Claudel mise en scène de Wendy Beckett, Théâtre de l'Athénée Louis-Jouvet
- 2019-2020 : Les Sorcières de Salem, mise en scène de Emmanuel Demarcy-Mota, Théâtre de la Ville
- 2021-2022 : Zoo / Les Animaux dénaturés, mise en scène de Emmanuel Demarcy-Mota, Théâtre de la ville Musée d'Orsay
- 2023 : Kairos, mise en scène de Nicolas Kerszenbaum[9]